# Kretuonykščio ežeras ir apyežeris
Kretuonykščio ežeras ir apyežeris este o arie protejată (arie specială de conservare — SAC, sit de importanță comunitară — SCI) din Lituania întinsă pe o suprafață de 321 ha, integral pe uscat.

## Localizare
Centrul sitului Kretuonykščio ežeras ir apyežeris este situat la coordonatele 55°15′23″N 26°08′56″E / 55.2564°N 26.1489°E.

## Înființare
Situl Kretuonykščio ežeras ir apyežeris a fost declarat sit de importanță comunitară în octombrie 2008 pentru a proteja 4 specii de plante și 3 specii de animale. Situl a fost protejat și ca arie specială de conservare în august 2020.

## Biodiversitate
Situată în ecoregiunea boreală, aria protejată conține 11 habitate naturale: Lacuri eutrofice naturale cu vegetație de tip Magnopotamion sau Hydrocharition, Pajiști uscate seminaturale și facies de acoperire cu tufișuri pe substraturi calcaroase (Festuco-Brometalia) (* situri importante pentru orhidee), Fânețe de joasă altitudine (Alopecurus pratensis, Sanguisorba officinalis), Mlaștini turboase de tranziție și turbării mișcătoare, Izvoare fino-scandinave și mlaștini produse de izvoare bogate în minerale, Mlaștini calcaroase cu Cladium mariscus și specii de Caricion davallianae, Mlaștini alcaline, Taiga vestică, Păduri caducifoliate de mlaștină fino-scandinave, Mlaștini împădurite, Păduri aluvionare cu Alnus glutinosa și Fraxinus excelsior (Alno-Padion, Alnion incanae, Salicion albae).
La baza desemnării sitului se află mai multe specii protejate:
- plante (4): turiță (Agrimonia pilosa), Hamatocaulis vernicosus, moșișoare (Liparis loeselii), ochii-șoricelului (Saxifraga hirculus)
- nevertebrate (3): Dytiscus latissimus, fluturele auriu (Euphydryas aurinia), Vertigo geyeri

Pe lângă speciile protejate, pe teritoriul sitului au mai fost identificate 9 specii de plante, 4 specii de nevertebrate.